# 소태나무과
소태나무과(----科, 학명: Simaroubaceae 시마로우바케아이[*])는 무환자나무목의 과이다.
주로 열대와 아열대에 분포하며, 전 세계에 28속의 150종 정도가 알려져 있는데, 한국에는 소태나무(Picrasma quassioides)와 가죽나무(Ailanthus altissima)의 2종만이 분포하고 있다.
보통 교목으로서, 잎은 깃꼴겹 잎이며 어긋난다. 꽃은 대부분 방사대칭인 양성화이지만, 종류에 따라서는 단성화인 것도 있다. 꽃은 작으며 여러 개가 모여서 원추꽃차례(또는 이삭꽃차례)를 이룬다. 이때 각각의 꽃은 모두 3-7개의 꽃받침조각과 꽃잎을 가지는데, 꽃받침조각은 밑부분이 약간 합쳐진 얕은 꽃받침통을 이룬다. 한편, 수술의 수는 꽃잎수의 2배이고, 암술은 1개로 4-5개의 심피로 이루어져 있다. 열매는 보통 핵과이지만, 종류에 따라서는 삭과인 것도 있다.

## 하위 분류
- 가죽나무속(Ailanthus Desf.)
- 레이트네리아속(Leitneria Chapm.)
- 소태나무속(Picrasma Blume)
- Amaroria A.Gray
- Brucea J.F.Mill.
- Castela Turpin
- Eurycoma Jack
- Gymnostemon Aubrév. & Pellegr.
- Homalolepis Turcz.
- Iridosma Aubrév. & Pellegr.
- Nothospondias Engl.
- Perriera Courchet
- Picrolemma Hook.f.
- Pierreodendron Engl.
- Quassia L.
- Recchia Moc. & Sessé ex DC.
- Simaba Aubl.
- Simarouba Aubl.
- Soulamea Lam.